# 艾丁湖
艾丁湖（維吾爾語：ئايدىڭكۆل‎，拉丁维文：Aydingköl），位于中国新疆吐鲁番盆地南部的恰特卡勒乡和艾丁湖鎮境内，觉洛塔格山北麓，是中国陸地最低点，也是仅次于死海的世界第二低窪地，湖底海拔-154.31米。

## 地理
艾丁湖一名源於维吾尔语的（月）及（湖），意为月光湖，係指其边缘都是一层白色的盐碱，晶莹洁白，看起来如同月光普照。地处吐鲁番盆地腹地偏南，其南方為覺羅塔格山，故又名觉洛浣。湖泊距吐鲁番市约35千米，湖盆东西长约35千米，南北宽约8千米，湖盆面积245平方千米，是2.49亿年前喜马拉雅山的造山运动形成的，当时是一个近5万平方公里的内陆海，湖盆曾经充满淡水，湖水主要依靠山上积雪融化，以及地下水补充，在冬季由于农田灌区用水少，水位提升；夏季由于农业用水量大，蒸发量也大，水位骤减。由于农业发展，人口用水量也增加，再加上由于温室效应造成的地球变暖趋势，到了1958年時，湖面已经缩小到不足22平方千米，水深不到0.8米。到了2000年，除了西南部还有很小的湖水外，整个湖区已经成为一片白色的盐田，湖心是一片淤泥盐沼，没有任何飞鸟。在强烈的阳光照射下，经常可以见到海市蜃楼。
2015年7月24日18時後，位於艾丁湖底附近的自動觀測站記錄到50.3℃的高溫，超越中国现有气象资料中的所有高温记录。但新疆氣象局的專家表示，這個數字是來自區域自動氣象站，而非國家級氣象站，故僅能做為參考，嚴格來說仍不能就此視作新疆乃至中國的陸地最高溫紀錄。

## 資源
湖水中含有大量的氯、钠、钾等离子，矿物有石盐、芒硝、无水芒硝，以及石膏、钙芒硝和多种钾、镁盐类、盐和芒硝的储量约3亿吨以上，是中国矿化度最大的湖泊。现在艾丁湖畔建有一座芒硝厂，利用湖中的盐晶矾、硝为原料生产化工产品。